# Promecognathus
Promecognathus är ett släkte av skalbaggar. Promecognathus ingår i familjen jordlöpare.
Kladogram enligt Catalogue of Life:
| Promecognathus | \| \| Promecognathus crassus \| \| \| \| \| \| Promecognathus laevissimus \| \| \| \| |
|                | \| \| Promecognathus crassus \| \| \| \| \| \| Promecognathus laevissimus \| \| \| \| |
|                | Promecognathus crassus                                                                |
|                |                                                                                       |
|                | Promecognathus laevissimus                                                            |
|                |                                                                                       |